# آیدین کاظمی‌زاد
آیدین کاظمی‌زاد (زاده ۱۳۵۵- تبریز) آهنگ ساز و موسیقی‌شناس حوزه موسیقی کودک است. وی برای اولین بار در ایران برنده مدال بهترین آهنگساز موسیقی کودک جوایز جهانی موسیقی شده‌است. وی همچنین برنده جایزه معتبر آکادمیا در حوزه موسیقی و در بخش موسیقی کوک شده‌است.

## آثار
- آلبوم هاجستم و واجستم سروده مصطفی رحماندوست[۷][۸][۹]
- آلبوم‌های کودک ششسا ۱ و ششسا۲
- ساخت موسیقی پرچم مسابقات بانوان اسلامی
- کتاب غذای روح زنان

## جوایز
- مدال برنز بهترین آهنگساز موسیقی کودک جوایز جهانی موسیقی (global music awards)[۱۰][۱۱][۱۲]
- بهترین آهنگساز کودک جایزه جهانی آکادمیا ایالات متحده[۱۳][۱۴][۱۵][۱۶]
- دعوت رسمی برای مراسم گالا 2025[۱۷]